# Meiotheciella papillosa
Meiotheciella papillosa är en bladmossart som beskrevs av B. C. Tan, W. B. Schofield och Helen Patricia Ramsay 1998. Meiotheciella papillosa ingår i släktet Meiotheciella och familjen Sematophyllaceae. Inga underarter finns listade i Catalogue of Life.